# Джейсон Бер
Джейсон Бер (англ. Jason Behr, нар. 30 грудня 1973, Міннеаполіс, Міннесота, США) — американський актор кіно та телебачення. Відомий роллю Макса Еванса у американському телесеріалі «Розвелл», за який двічі номінувався на премію «Сатурн», потім послідували ролі у фільмах «Корабельні новини» та американському ремейку японського фільму жахів «Прокляття».

## Біографія
Бер народився в Міннеаполісі, штат Міннесота, 30 грудня 1973 року в родині Патриції Енн Штайнер і Девіда Бера. Після розлучення його батьків Патриція перевезла своїх синів у передмістя Річфілд, де Джейсон відвідував приватну початкову католицьку школу Сент-Річардс.
Бер почав зніматися у віці п'яти років, коли брав участь у шкільній виставі в ролі соняшника. До восьми років він знімався у рекламі для Stomper Trucks і був моделлю для місцевих універмагів. Бер продовжував виступати протягом шкільних років. У 1992 році закінчив середню школу Річфілда. У віці 19 років після випадкової зустрічі з голлівудським менеджером Марвіном Давером у Міннеаполісі, Бер переїхав до Лос-Анджелеса. На початку своєї акторської кар'єри він знявся в понад 75 рекламних роликах, а в 1995 році отримав роль Тайлера Бейкера в пишному комедійному серіалі Showtime «Шерман Оукс». Він тривав два сезони, поки не був скасований на початку 1997 року.

## Особисте життя
Раніше Бер зустрічався зі своєю колегою по Розвеллу Кетрін Гейґл. Під час зйомок фільму «Прокляття» в Японії він познайомився з акторкою Кейді Стрікленд, з якою одружився 10 листопада 2006 року в Охай, Каліфорнія. У них є син який народився в жовтні 2013 року.

## Фільмографія
| Рік       |    | Українська назва             | Оригінальна назва              | Роль             |
| --------- | -- | ---------------------------- | ------------------------------ | ---------------- |
| 1994      | с  | Крок за кроком               | Step by Step                   | Ларрі            |
| 1995      | с  | Шерман Оукс                  | Sherman Oaks                   | Тайлер Бейкер    |
| 1996      | тф | Чужа нація: Тисячоліття      | Alien Nation: Millennium       | Ренді            |
| 1996      | с  | Тихоокеанська блакить        | Pacific Blue                   | Джек             |
| 1997      | с  | Військово-юридична служба    | JAG                            | Денверс          |
| 1997      | с  | Профайлер                    | Profiler                       | Офіціант         |
| 1997      | с  | Крекер                       | Cracker                        | Ендрю Ленг       |
| 1997      | с  | Баффі — переможниця вампірів | Buffy the Vampire Slayer       | Біллі Фордхем    |
| 1997      | с  | Сьоме небо                   | 7th Heaven                     | Браян Хез        |
| 1998      | ф  | Плезантвіль                  | Pleasantville                  | Марк Лаккі       |
| 1998      | с  | Тиск                         | Push                           | Демпсі Естон     |
| 1998—1999 | с  | Затока Доусона               | Dawson's Creek                 | Кріс Вульф       |
| 1999      | ф  | Сімейні таємниці             | Rites of Passage               | Кепмбелл Фарадей |
| 1999—2002 | с  | Розвелл                      | Roswell                        | Макс Еванс       |
| 2001      | ф  | Корабельні новини            | The Shipping News              | Денніс Баггт     |
| 2004      | ф  | Довго та щасливо             | Happily Even After             | Джейк            |
| 2004      | ф  | Прокляття                    | The Grudge                     | Даг Маккартні    |
| 2005      | ф  | Дитя боже                    | Man of God                     | Бен Коен         |
| 2005      | ф  | Застрелити лівієна           | Shooting Livien                | Джон Лівієн      |
| 2006      | с  | Шлях                         | The Way                        | Майкл Варден     |
| 2007      | ф  | Вовки-оборотні               | Skinwalkers                    | Варек            |
| 2007      | ф  | Війна динозаврів             | D-War                          | Ітан Кендрік     |
| 2007      | ф  | Татуювальник                 | The Tattooist                  | Джек Сойєр       |
| 2007      | с  | Свій хлопець                 | Company Man                    | Пол Фішер        |
| 2008      | ф  | Останній міжнародний плейбой | The Last International Playboy | Джек Фрост       |
| 2008      | ф  | Без почуттів                 | Senseless                      | Елліот Гаст      |
| 2010      | с  | Матадор                      | Matadors                       | Габріел Лодарі   |
| 2012      | с  | Королі втечі                 | Breakout Kings                 | Дамієн Фонтлерой |
| 2020      | с  | Розвелл, Нью-Мексико         | Roswell, New Mexico            | Тріпп Мейнс      |
| 2021      | с  | Супердівчина                 | Supergirl                      | Зор-Ел           |